# Diego Birelli
Diego Birelli (Asti, 1934 – Venezia, 2011) è stato un grafico, fotografo e pittore italiano.

## Biografia
Il giovane Birelli, dopo un'infanzia vissuta in diversi collegi del Veneto, stabilitosi a Venezia, dal 1959 segue i corsi dell'Istituto Universitario si Architettura di Venezia IUAV e si iscrive nel 1960 al Corso Superiore di Disegno Industriale, suoi docenti sono il fotografo Italo Zannier e il grafico milanese Massimo Vignelli. Nel 1963-64 si associa con il compagno di studi Franco Giacometti con cui realizza progetti di identità visiva, progetti di fotografia, di grafica politica e campagne per la sezione locale del PCI. All'impegno di grafico militante di sinistra affianca poi quello per gli enti pubblici, come il Comune di Venezia o la Biennale di Venezia, divenendo uno degli interpreti della grafica italiana “di pubblica utilità”.
Espone la prima personale di pittura nel 1961 alla Fondazione Bevilacqua La Masa, seguono poi mostre a Milano alla Galleria Toninelli e a Roma alla galleria L'Obelisco. 
Al contempo è protagonista dell’editoria nazionale, in special modo nel design dei libri illustrati e dei cataloghi di mostre. Diviene subito, all’età di soli 31 anni Direttore Artistico, designer e coordinatore di collane di Electa (editore) appena acquistata da Giorgio Fantoni (proprietario della Fantoni Arti Grafiche) e da Massimo Vitta Zelman. L'art direction di Birelli durerà a lungo, dal 1965 al 1980. Electa con Birelli diviene il punto di riferimento per i volumi d'arte e per le collane di architettura o per periodici come Lotus fondato nel '65 da Bruno Alfieri come annuale di architettura poi divenuto trimestrale; collabora anche con Touring Club Italiano realizzando quattro collane di volumi.  Realizza per Marsilio Editori tutte le fotografie e la grafica della monografia di Manfredo Tafuri su Jacopo Sansovino, e quella di Lionello Puppi su Andrea Palladio per Electa; dirige anche la grafica di Alfieri edizioni d’arte,poi acquisita dalla stessa Electa.  «Birelli evidenzia uno speciale sensibilità per la ricerca iconografica, l’autonomia della narrazione fotografica, il rigore metodologico, il formato quadrato, il controllo d’insieme dei codici grafici e dell’intero processo di lavoro». Nel 1981 co-fonda la Albrizzi Edizioni d’Arte e in seguito si dedica alla fotografia, campo di sperimentazione mai abbandonato fino ad allora.

## Grafica d'arte

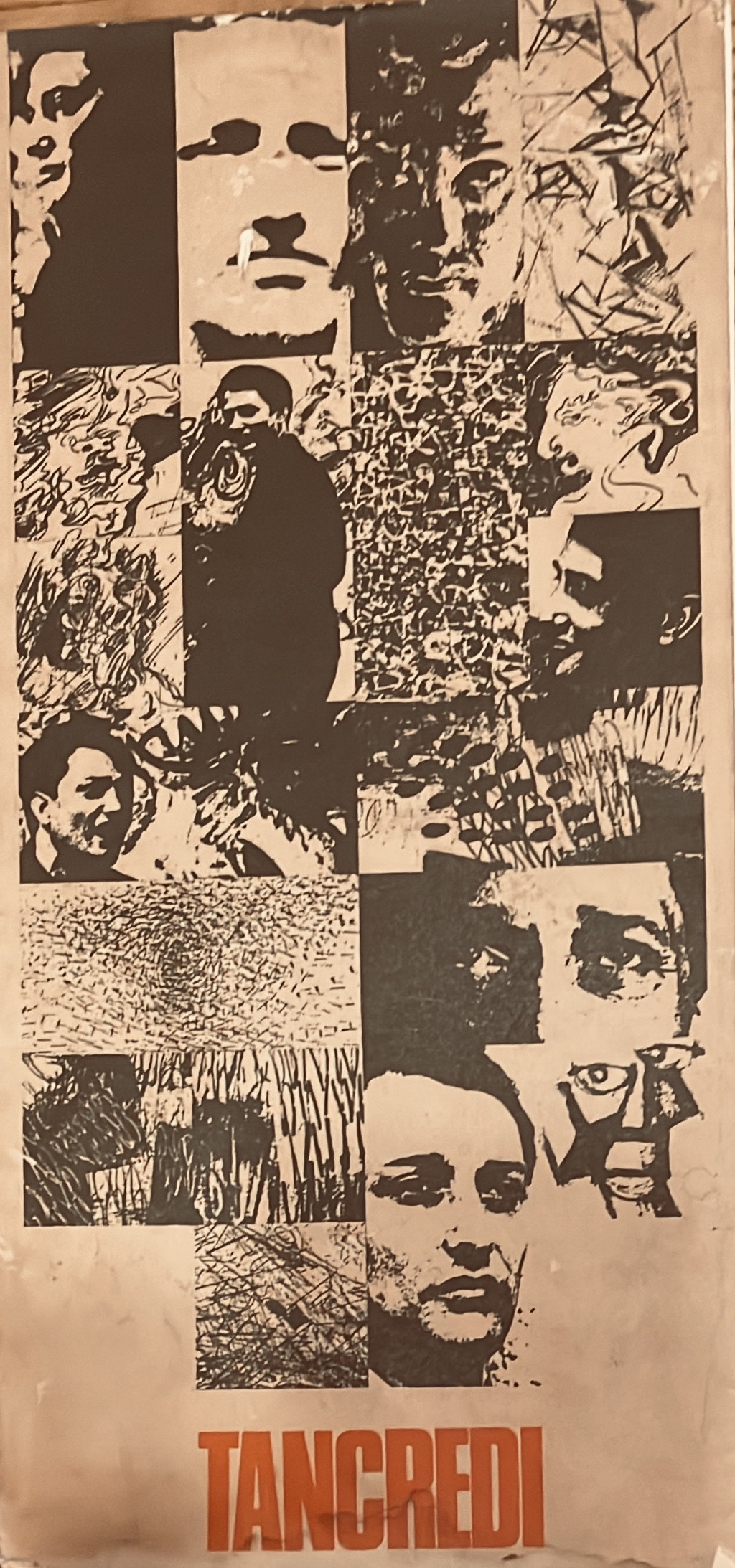
Catalogo della mostra retrospettiva di Tancredi, Venezia 1967

Ma il “mitico impaginatore” di Electa frequenta l’universo inquieto degli artisti veneziani. A distanza di due anni si occupa dei cataloghi della mostra retrospettiva “Tancredi”e della retrospettiva di Angelo Caramel, due giovani pittori accomunati dal destino di morire troppo presto.. Birelli lascia con questi cataloghi due opere singolari, vissute intimamente e con trasporto emotivo. Il suo lavoro per Ca' Vendramin Calergi e per piccole gallerie o realtà locali veneziane diventa esempio per le generazioni future. 
«[...]andrebbe valutata anche l’eredità lasciata dallo stesso in realtà come Electa o Touring Club Italiano, che negli anni a venire subisce il restyling dell’intera corporate image da parte di Bob Noorda. Il passaggio di testimone nelle due case editrici di base a Milano andrebbe rapportato, anche in questo caso, alla figura di Birelli come cerniera tra il panorama professionale milanese e quello veneziano. Infine andrebbe indagato il suo impatto sul contesto locale e il suo ruolo di guida per le generazioni contemporanee e successive di designer in un momento storico di forte vivacità del dibattito professionale nel capoluogo veneto.»

## Fotografia

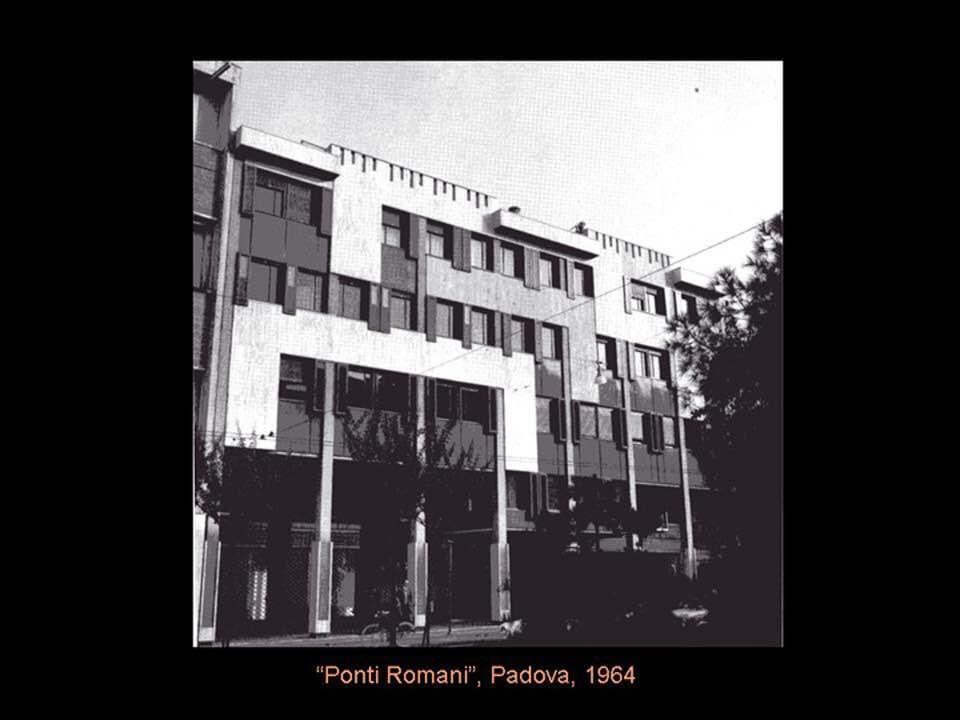
Edificio di Sergio Palmi Caramel, Padova fotografia di Diego Birelli 1965

Birelli&Giacometti si occupano fin dagli esordi di fotografia dell’architettura sia contemporanea che storica, di monumenti e di scultura. Documentano opere di architetti, mutazioni urbane, trasformazioni del territorio. 
i due soci si separano dopo 2 anni e prendono strade diverse: Giacometti si trasferisce a Parigi e lavora per Elle, Birelli con il Touring Club Italiano e con Electa. La fotografia resta per Birelli strumento strettamente connesso con il progetto grafico, il suo contributo nella documentazione e interpretazione dell’opera di artisti o architetti o del paesaggio anche urbano è oggetto di studio e di approfondimento soprattutto in dottorati di ricerca all’IUAV.

## Pittura
Lascia 3600 disegni circa, eseguiti in una particolare tecnica mista che a volte utilizza anche fondi fotografici, chine e matite, tutti ordinati in una raccolta ed esposti per la prima volta all’Arsenale Novissimo Spazio Tethis, con allestimento di Tobia Scarpa dal 23 giugno al 22 luglio 2011, poco prima della sua scomparsa.
«Il progetto si è realizzato attraverso un lavoro quotidiano, ripetitivo, trasformandomi probabilmente nel pennino (vivo)
di un sismografo costretto a registrare giornalmente l'impatto con le immagini del mio passato rivissuto nella ricerca di luci, colori e segni in bianco e nero."»(Diego Birelli, 2011).

## Critica
L'opera pittorica di Birelli, ad esclusione degli esordi, è tutta concentrata nell'ultimo periodo della sua vita, e la prima esposizione del ciclo di disegni è avvenuta quando l'artista era già gravemente malato, pochi mesi prima della sua scomparsa. In seguito all'ordinamento del fondo archivistico dell'Archivio Progetti dell'Università Iuav di Venezia è in atto un approfondimento anche sull'artista oltre che sul grafico. Uno dei pochi documenti filmati è l'intervista di Roberto Masiero contenuta nel video di Ennio Chiggio del giugno 2011, in occasione della prima mostra all'Arsenale di Venezia.
Grafici e fotografi considerano DIego Birelli il loro maestro: «Un mio grande maestro è stato Diego Birelli. Non l’ho mai incontrato nel corso degli anni [se non attraverso i suoi libri] guardandoli e smontandoli. Da lui ho imparato l’aspetto di sistema che riguarda l’editoria. Avvertivo una certa sintonia, soprattutto per la cura del dettaglio. Birelli possedeva un incredibile occhio fotografico per il dettaglio. Il libro che mi ha insegnato di più, inteso come narrazione più che come aspetto strutturale, lo aveva progettato per la provincia di Venezia: trattava di pesca in laguna e aveva usato le fotografie in scala 2:1. È come se ti prendesse per mano e ti guidasse nell’osservazione». Intervista di Fiorella Bulegato a Enrico Camplani, trascrizione di Federica di Leo, 16 ottobre 2013